# Otto Abraham von Dohna
Otto Abraham von Dohna (zm. 27 sierpnia 1646 r. w Grazu) – władca sycowskiego wolnego państwa stanowego od 1642 r.

## Pochodzenie
Pochodził z pruskiego rodu von Dohna, osiadłego na Śląsku w XIII w. Był młodszym synem Karla Hannibala von Dohna i Anny Elżbiety.

## Życiorys
Po przegranej bitwie przez ojca pod Strzelinem, 8 lutego 1633 r. udał się wraz z rodzicami i rodzeństwem na emigrację do Pragi, gdzie na mocy testamentu ojca jego starszy brat Maximilian Ernst został wyznaczony na następnego wolnego pana stanowego. W 1635 r. po zawarciu pokoju praskiego powrócił z matką do zrujnowanego wojną Sycowa.
25 czerwca 1642 r. w Grazu zmarł jego starszy brat, nie pozostawiając potomstwa. W związku z tym rządy w wolnym państwie stanowym objął Otto Abraham. Zbiegło się to ze wznowieniem działań wojennych na Śląsku, na którego terytorium wkroczyły wojska szwedzkie. Kolejne trzy lata rządów upłynęły pod znakiem kolejnych zniszczeń miasta i jego okolicy.
Otto Abraham zmarł 27 sierpnia 1646 r. we Wrocławiu.